# سید سبحان حسینی حیدرآبادی
سبحان حسینی حیدرآبادی (زادهٔ ۱۳۳۶ در گرگان) نمایندهٔ حوزهٔ انتخابیهٔ گرگان و آق‌قلا در دورهٔ هفتم مجلس شورای اسلامی بوده‌است. وی پیش‌تر در دورهٔ ششم نیز عضو این مجلس بود.